# Hochstraß (Kempten)
Hochstraß ist ein Weiler und Ortsteil der kreisfreien Stadt Kempten (Allgäu).

## Geschichte
Vor 1640 gibt es keinen Nachweis über einen Ort mit der Bezeichnung Hochstraß im Raum Kempten. Womöglich gehörte die Hofgruppe zu Leupolz oder hieß anders. 1640 wurden ein „Georg Strasser“ und ein „Georg Hörmann zum Strassers“ genannt. 1818 wurde Hochstraß noch „Auf der hohen Straße“ bezeichnet. Dies ist als Hinweis auf die ehemalige Römerstraße von Leupolz nach Stielings zu deuten. Der Straßenzug wurde noch im Mittelalter benutzt.
1819 lebten in „Hohenstraß“ elf Bewohner in zwei Höfen, die zur Hauptmannschaft Lenzfried gehörten. 1882 wurde ein dritter Hof errichtet.
Am 1. August 1954 hatte Hochstraß 15 Einwohner. 1972 wurde es als Ortsteil der Gemeinde Sankt Mang nach Kempten umgegliedert.